# Michał Drzymała

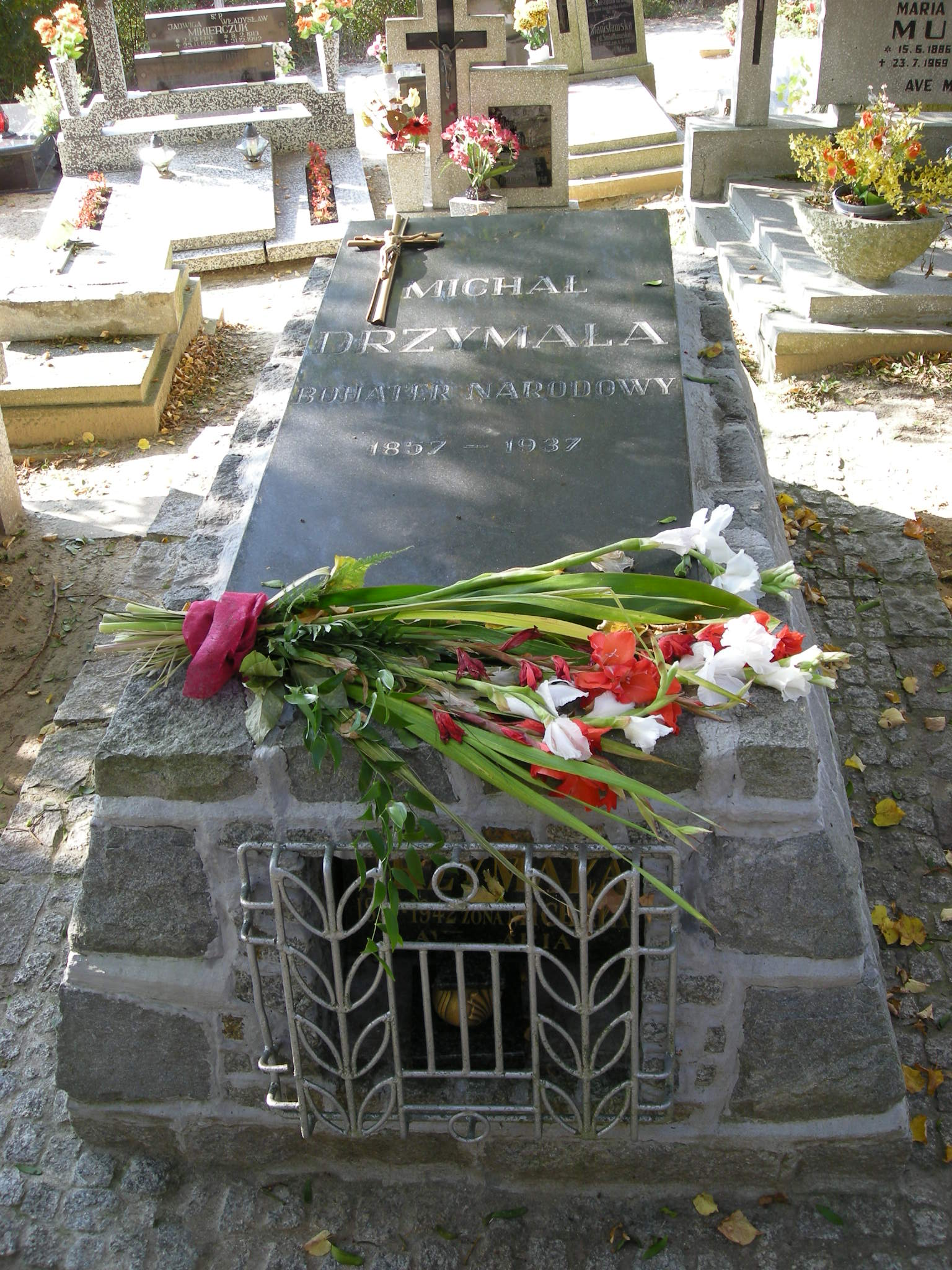
Grabstein von Michał Drzymała in Miasteczko Krajeńskie, Polen

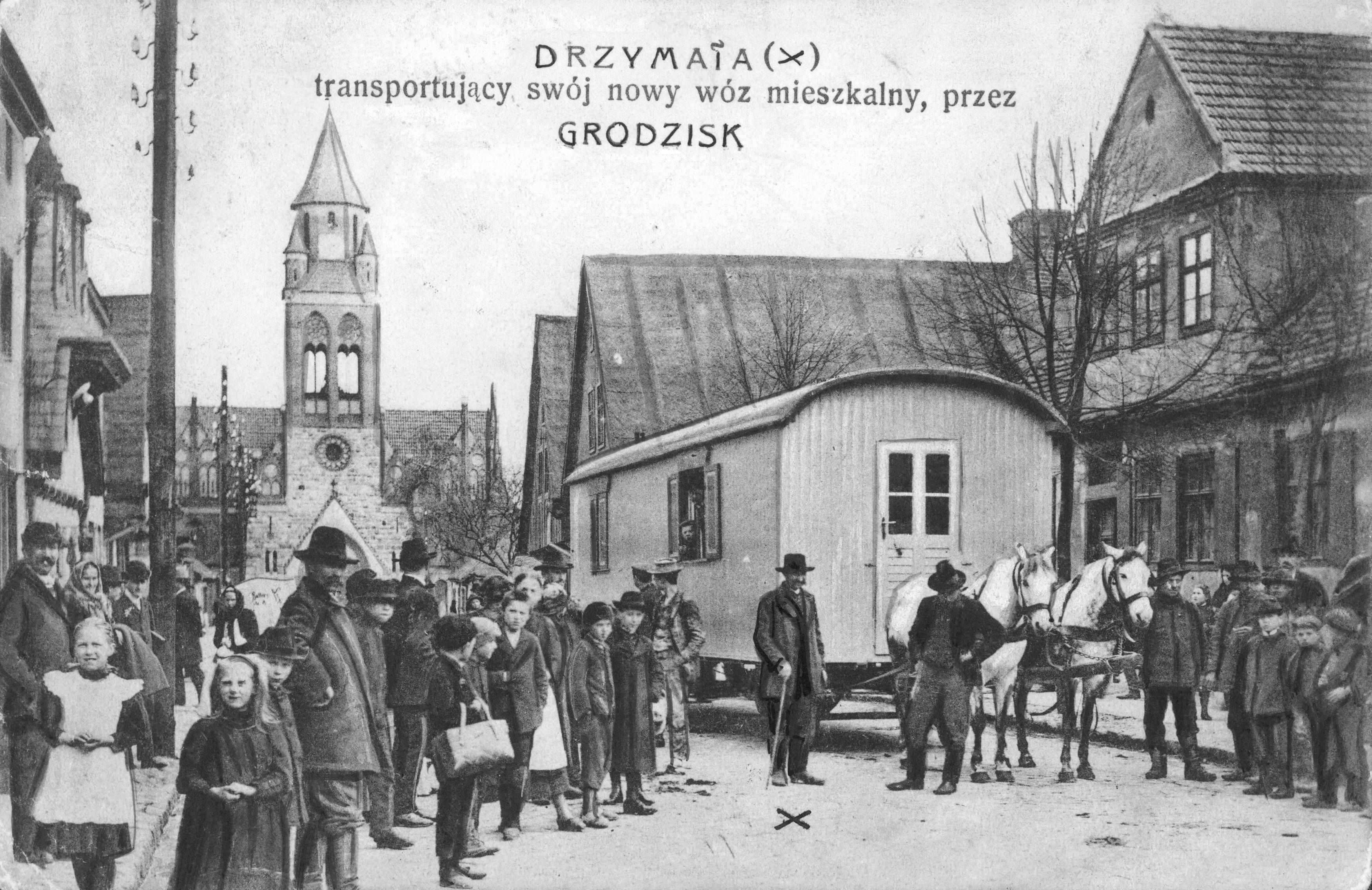
Michał Drzymała mit seinem Wagen in Grodzisk Wielkopolski, 1908

Michał Drzymała anhörenⓘ (* 13. September 1857 in Dorf und Rittergut Zdroj bei Grätz im Kreis Grätz, Provinz Posen; † 25. April 1937 in Grabówno bei Miasteczko Krajeńskie (Friedheim), Polen) war ein polnischer Bauer, der zur Symbolfigur polnischer Einwohner im „Kampf um den Boden“ in den preußischen Provinzen Posen und Westpreußen wurde.
Am 26. August 1904 kaufte Drzymała ein Grundstück im Dorf Kaisertreu, Kreis Bomst, Provinz Posen und beantragte eine Baugenehmigung für ein neues Wohnhaus.
Die preußischen Behörden verhinderten das Bauvorhaben. Grundlage war das kurz vorher novellierte „Gesetz, betr. die Gründung neuer Ansiedlungen“, welches benutzt wurde, um die weitere Ansiedlung von ortsfremden Polen in den preußischen Provinzen Posen und Westpreußen zu verhindern.
Drzymała bewohnte deshalb alte Nebengebäude, aber die Behörden verboten ihm dort eine Feuerstätte zu betreiben.
Daraufhin kaufte Drzymała einen ausrangierten, heizbaren Zirkuswagen und ließ sich dort mit seiner Familie nieder. Um die Bauvorschriften zu umgehen, verschob er den Wagen regelmäßig geringfügig innerhalb des Grundstückes. Das brachte ihm ein großes Aufsehen im damals dreigeteilten Polen ein. Bald wurde ein durch Spenden finanzierter neuer Wohnwagen gekauft. Nach einigen Jahren ständiger Rechtsstreitigkeiten musste Drzymała jedoch kapitulieren und das Grundstück 1909 wieder verkaufen.
Von den Spenden konnte er sich einen Hof samt Wohngebäude in einem Nachbardorf kaufen, denn auf bereits bestehende Gebäude fand das Ansiedlungsgesetz keine Anwendung. Später verließ er die Provinz Posen und siedelte nach Galizien über.
Sein zweiter Wagen wurde nach Krakau gebracht, 1910 im Krakauer Rondell ausgestellt, und 1922 zur Verschrottung verkauft. Mehrere Nachbauten wurden später angefertigt und jeweils als authentisch ausgestellt. Auch wurde das Gerücht in Umlauf gebracht, der Originalwagen sei 1939 von den deutschen Nationalsozialisten zerstört worden.
Nach dem Ersten Weltkrieg wurde Drzymała vom wiedergegründeten polnischen Staat in Grabówno in Großpolen angesiedelt und mit einer Ehrenrente ausgestattet.
Zu Ehren Drzymałas wurde das Dorf Podgradowice (Podgradowitz, Kaisertreu) nach seinem Tode in Drzymałowo umbenannt.
Die polnische Stadt Rakoniewice hat Drzymała ein Denkmal gesetzt: am dortigen Marktplatz steht ein Nachbau seines Wagens.